# Jeanne des Armoises
Jeanne des Armoises   (1407 - Regne de França, 1449), també coneguda com Claude des Armoises, va ser una aventurera francesa que va viure al segle XV. La crònica de Metz diu que va lluitar a Itàlia com a soldat a l'exèrcit del Papa i que, a partir de 1436 va ser reconeguda com a Joana d'Arc, que hauria escapat al suplici. Aquesta possibilitat històrica suscita una important controvèrsia.
Amb l'ajuda dels germans de Joana d'Arc, Jean i Pierre, va reclamar ser Joana d'Arc encara viva el 1436. Va passar tres setmanes a Marieulles amb una família noble de Metz. Aleshores – com corresponia a la Doncella de França – va ser en peregrinació al santuari de la  Verge Negra de Liesse  a Annecy. D'allà va anar amb els dos germans de Lys (els germans de Joana d'Arc) a Arlon, a la cort de la Princesa Elizabeth de Luxemburg (1390-1451). La Duquessa Elisabeth von Görlitz, com se la coneixia també, s'havia convertit des de 1409 en la dona del Príncep Antoni de Borgonya, que va morir en la batalla d'Azincourt el 1415. L'engany va acabar a París el 1440, quan va fer una confessió completa a Carles VII.
Es va casar amb el cavaller Robert des Armoises, es va retirar al seu castell de Jaulny i va tenir diversos fills, els descendents dels quals han sobreviscut fins avui.

## Crònica del degà de la col·legiata de Saint-Thièbault de Metz

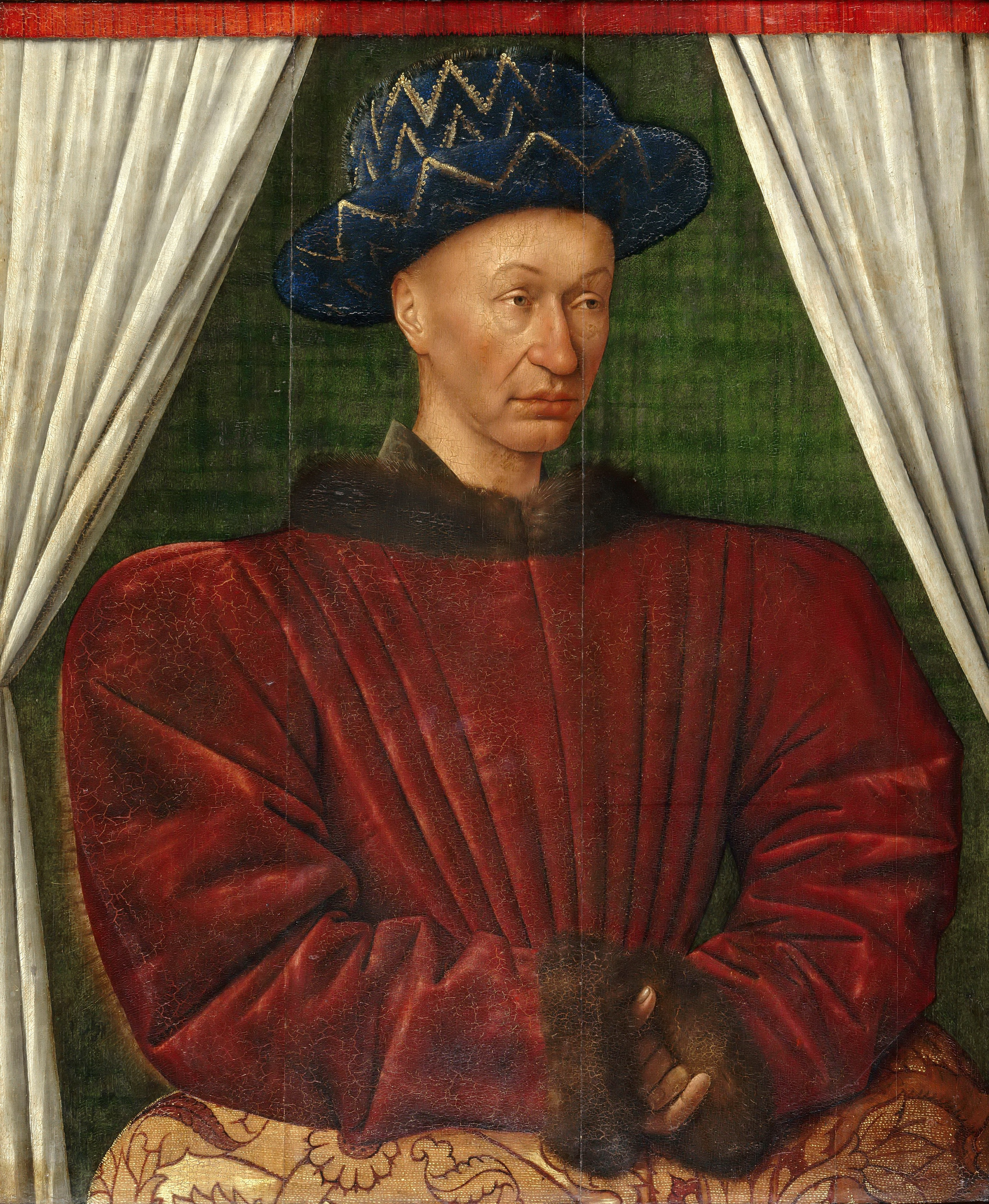
Carles VII de França

Segons una font tardana (trobada el 1686 a Metz) s'hauria donat a conèixer el 20 de maig de 1436 a la regió de Metz afirmant ser Joana d'Arc (que hauria escapat a la foguera). De fet, els germans de Joana d'Arc la van reconèixer com la seva germana.
Aquesta «Jeanne», de la qual es diu que va néixer de la relació adúltera que la reina de França Isabel de Baviera hauria tingut amb el seu cunyat i conseller, Luis, duc d'Orleans. La nena hauria estat donada per criar-la a uns pagesos del poble de Domrémy prop de Vaucouleurs, enclavament francès al Ducat de Bar, lluny de les intrigues i dels camps de batalla de la guerra dels Cent Anys que desolaven França.
Reconeguda per ser considerada com l'heroïna suposadament morta a Ruan en 1431 sobre la foguera, es va casar al novembre del mateix any 1436 a Arlon, al ducat de Luxemburg, amb Robert des Armoises, senyor de Jaulny, parent proper del sire de Baudricourt, governador de Vaucouleurs que hi havia afavorit el destí de la Pucelle. El sire de Jaulny era un cavaller quinquagenari (força major per a l'època), refugiat a Luxemburg per escapar al procés per felonia que havia entaulat el seu sobirà Renat I de Nàpols, duc de Bar. Allí, «Jeanne» hauria trobat igualment la duquessa de Luxemburg, Elisabeth de Goerlitz, amb un tren de vida tan desenfrenat que va haver de vendre les seves possessions al duc de Borgonya el 1441.
Com a conseqüència de la notícia del retorn de la Pucelle, la ciutat d'Orleans va interrompre els serveis fúnebres en memòria de Joana d'Arc durant tres anys. Jeanne des Armoises va aconseguir fins i tot, el 1439, que Gilles de Rais, Mariscal de França i antic company d'armes de la veritable Jeanne, li confiés els soldats de la seva tropa, els mateixos que havien combatut al costat de la «Pucelle» a Poitou.

## Audiència real i petició de gràcia
Durant quatre anys, hauria mantingut correspondència amb el rei Carles VII de França que, per als que mantenen els orígens reals de Juana d'Arc, era el seu mitjà-germà, la legitimitat de naixement del qual, ha estat igualment discutida.
Jeanne des Armoises va obtenir finalment una audiència del sobirà que era el cunyat de Renat I de Nàpols duc du Bar l'amant del qual Agnès Sorel havia estat acompanyant de l'esposa del mateix Renat, la duquessa Isabel de Lorena.
Segons una relació tardana del Camarlenc de Boisy, el rei li va demanar quin era el secret que compartia amb ella. La « heroïna » es va retractar, dient no conèixer el rei, i va demanar gràcia.
Sotmesa a una enquesta davant la Comunitat i el Parlament de París, va ser desemmascarada i condemnada en 1440. Va admetre públicament la seva impostura i es va retirar amb el seu marit al seu castell de Jaulny on va acabar els seus dies.
El seu cas no era, en aquells temps, un cas aïllat, un gran nombre de falses Joanes d'Arc van aparèixer en els anys que van seguir la mort de la Donzella a la foguera de Roan.

## Jeanne des Armoises i el mite de la Donzella

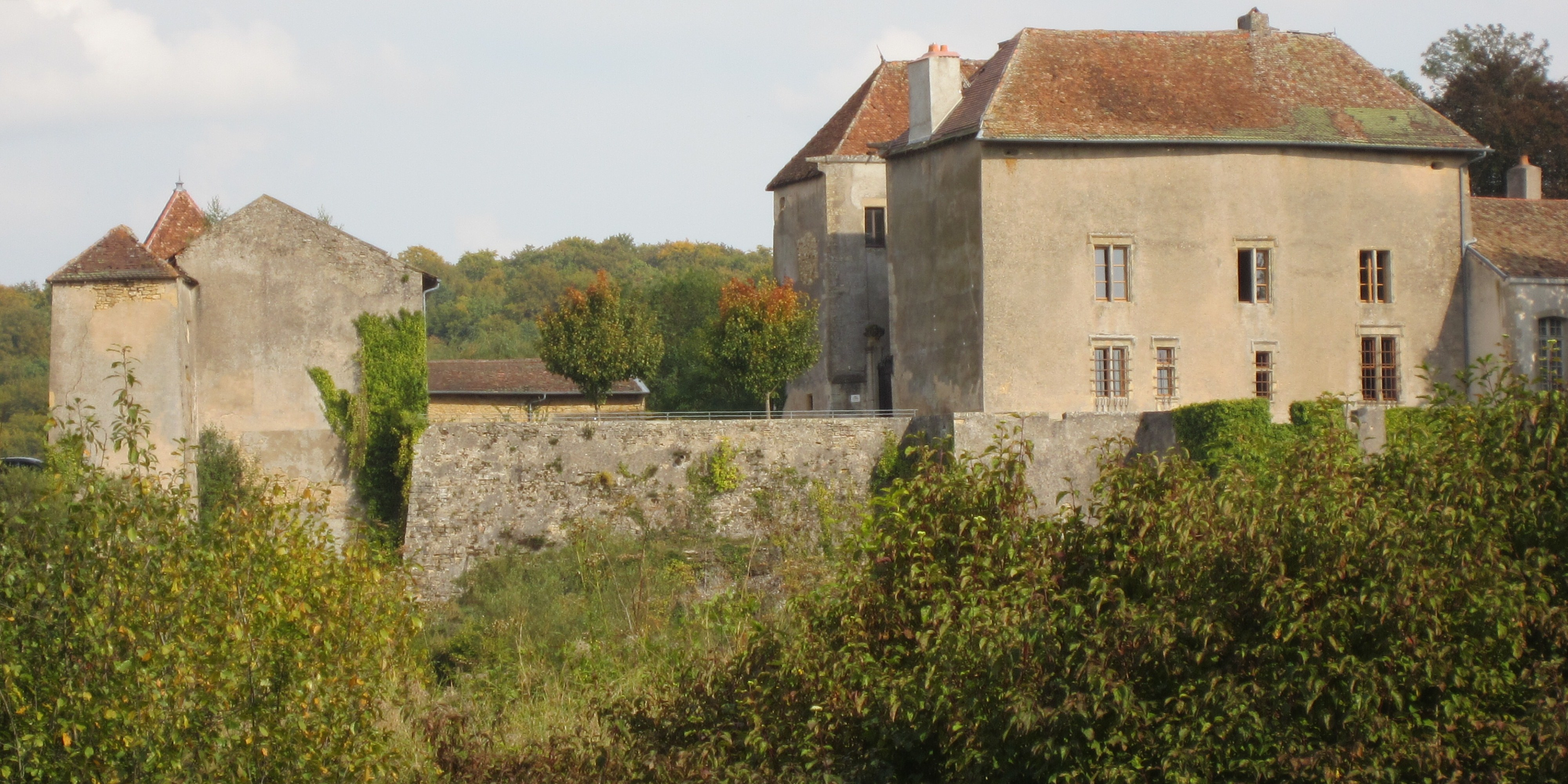
El castell de Jaulny en el seu estat actual (Meurthe i Moselle)

Jeanne de Domrémy i Jeanne des Armoises van ser dos personatges diferents. Claude-Jeanne va basar la seva impostura en una vaga semblança física amb l'heroïna del lloc d'Orleans. El mateix germà de la Pucelle i alguns membres de l'aristocràcia haurien simplement fingit reconèixer-la, ja que Claude-Jeanne va fer pública esmena el 1440 davant el Parlament de París per evitar el càstig del rei.
Diversos personatges ingenus o dubtosos haurien pogut estar enganyats o fins i tot ser còmplices de l'aventurera per treure'n algun benefici de l'estafa, especialment Robert des Armoises. Aquest futur castellà de Jaulny la va desposseir el novembre de 1436 a Luxemburg. Segons els arxius, hauria sortit d'un cognom de fidels vassalls dels Ducs de Bar i de Lorena a finals del segle iii. Apareix com exemple de cavaller mercenari, personatge de moda a l'època. Als anys en què es considera que es va casar amb «Jeanne», era quinquagenari, edat que en feia un ancià per a l'època i a més estava sent jutjat per fellonia pel Rei Renat, hereu del ducat de Bar.
La història de Jeanne des Armoises tal com està relatada a la Crònica del degà de Saint-Thiébault de Metz, dels dubtes emesos pels cronistes del segle xv i segle xvi pel que fa a la realitat del suplici de la Pucelle i dels textos literaris del final del segle xix, que no pretenen ser obligatòriament històrics, han contribuït a l'emergència d'una teoria: si Jeanne la Pucelle havia arribat allà on se sap, això seria perquè era una bastarda real posada en escena a propòsit, la mare del qual hauria estat Elisabet de Baviera i el pare, Luis d'Orleans.
Al segle XXI, al visitant del castell de Jaulny, se li mostren les armes de la Pucelle pintades sobre un mur: una espasa apuntant cap amunt, cernida amb dues flors de lys, penetrant una corona reial, i els «autèntics retrats de Jeanne i del seu marit », el cèlebre Robert des Armoises, ambdós senyors de Jaulny, pintats als baguls d'una xemeneia del segle xvi.
Jeanne des Armoises o Jeanne de Lys, va ser enterrada a l'església de Pulligny, a les proximitats del Castell de Richardménil que era igualment una possessió de la família des Armoises.
La vigília de la canonització de Joana d'Arc, la sepultura va ser profanada per membres de l'autoritat eclesiàstica, que havien segellat l'església i després d'obrir-la les restes de la tomba van ser portades a una fossa comuna.